# Великое воздушное ограбление
«Великое воздушное ограбление» (англ. The Great Air Robbery) — американский немой художественный фильм 1919 года, снятый Жаком Жаккаром и выпущенный продюсерской кинокомпанией Universal Pictures. Первый фильм в актёрской карьере каскадёра Ормера Локлира.

## Сюжет
В 1925 году лётчик Ларри Кэссиди перевозит авиапочту Почтовой службе США. Он сталкивается с врагом Честером ван Арландом, лидером «Головы смерти» с намерением украсть партию золота со стоимостью 20 тыс. долларов, которая будет отправлена ночным рейсом в Вашингтон. Честер ван Арланд награждён медалью пилота авиапочты Уолли Мейсона, который был награждён за военную службу во Франции и похищения подруги Мейсона, Берил Карутерс. Он предлагает вернуть медаль в обмен на внутреннюю информацию об отправке золота.

## В ролях
- Ормер Локлир — Ларри Кэссиди
- Аллан Форрест — Уолли Мэйсон
- Рэй Рипли — Честер ван Арланд
- Франселия Биллингтон — Берил Карутерс
- Кармен Филлипс — Виола Мэтьюс

## Релиз и сборы
- Премьера фильма состоялась 28 декабря 1919 года в США.
- Во Франции фильм был выпущен 5 ноября 1920 года под названием «Pirates de l’air».
- В Дании фильм был выпущен 22 ноября 1920 года под названием «Det store Luftrøveri».
- В Швеции фильм был выпущен 29 ноября 1920 года под названием «Luftens marodörer».

## Интересные факты
- Рабочее название фильма — «Кэссиди с воздушных трасс» (англ. Cassidy of the Air Lanes).
- Фильм стал для Universal коммерческим успехом.
- Съёмки фильма проходили на стадионе DeMille Field 1 в Лос-Анджелесе, Калифорния.
- Считается утерянным, однако постеры, рекламные объявления, промо-фотографии и кадры из фильма доступны в сети.